# أ. لورانس فوستر
أ. لورانس فوستر هو محامي وسياسي أمريكي، ولد في 17 سبتمبر 1802، وتوفي في 21 مايو 1877. نشط حزبياً في حزب اليمين. وقد انتخب عضو مجلس النواب الأمريكي ‏.